# Tasmanija
Otok Tasmanija je 6 zvezna država Avstralije s površino 68.401 km², na kateri prebiva 540.569 prebivalcev (junij 2020). Leži 250 km južno od kontinenta Avstralija; ločuje ju Bassov preliv. Tasmanija se promovira kot država narave zahvaljujoč svoji čisti in nepokvarjeni naravi. 45 % Tasmanije pokrivajo naravni rezervati, nacionalni parki in območja zaščitene svetovne dediščine.
Glavno in največje mesto je Hobart, ki se stika z mestoma Glenorchy in Clarence. Ostala večja mesta so Launceston na severu ter Devonport in Burnie na severozahodu.
Pod administracijo zvezne države spada tudi podantarktični otok Macquarie.